# Ghidra
Ghidra — безкоштовна та open source программа для зворотної розробки розроблена у Агентстві національної безпеки. Файли були опубліковані на конференції RSA у березні 2019. Вихідний код був опублікований через 1 місяць на GitHub. Програмне забезпечення написано на Java використовуючи Swing для Графічного інтерфейсу користувача. Декомпілятор написаний на C++. Плагіни разробляются на Java або на Python (Jython).

## Історія
Існування Ghidra було спочатку розкрито через WikiLeaks у березні 2017 року, але саме програмне забезпечення залишалося недоступним до розсекречення та офіційного випуску через два роки.
У червні 2019 року Coreboot почав використовувати Ghidra для своїх зусиль зворотного проектування проблем, пов’язаних із мікропрограмним забезпеченням, після випуску програмного пакету Ghidra з відкритим кодом.

## Підтримувані архітектури
- X86, 16, 32 та 64 біти
- ARM та AARCH64
- PowerPC 32/64 та VLE
- MIPS 16/32/64
- MicroMIPS
- Motorola 6800
- Віртуальна машина Java та Dalvik
- PA-RISC
- PIC 12/16/17/18/24
- SPARC 32/64
- CompactRISC 32/64
- Zilog Z80
- MOS Technology 6502
- Intel 8048, 8051
- MSP430
- AVR, AVR32
- SuperH
- V850